# Лицарі (фільм)
«Лицарі» (англ. Knights) — американський фантастичний бойовик 1993 року.

## Сюжет
Ненаситні кіборги безжально знищують населення Землі. Їм потрібна кров живих людей. Заради сумнівного задоволення кривавих узливань вони й роблять свої зухвалі напади, невпинно полюючи за новою здобиччю. Їх жертвами стають і батьки дівчинки Неї.

## У ролях
- Кеті Лонг — Неа
- Кріс Крістофферсон — Габріель
- Ленс Генріксен — Джоб
- Скотт Полін — Саймон
- Гері Деніелс — Девід
- Ніколас Гест — фермер
- Вінсент Клін — Ті
- Бен МакКрірі — Ченс
- Боб Браун — перший мародер
- Джон Х. Епштейн — Matthew
- Бертон Річардсон — мародер охоронець
- Ненсі Тьюрстон — жінка бандит
- Едмунд Тайлер Ренн — хлопець
- Бред Лангенберг — будівельник
- Клер Хоак — мати
- Кейсі Воллес — молода Неа
- Боровніса Блервекю — Блу
- Тім Томерсон — фермер біля багаття (в титрах не вказаний)